# Comunità isolana
Nell'ordinamento italiano le comunità isolane e di arcipelago sono enti locali (e, precisamente, enti territoriali e unioni di comuni) che possono essere istituiti ai sensi dell'art. 29 del d.lgs. 18 agosto 2000, n. 267 (Testo unico delle leggi sull'ordinamento degli enti locali):
(D.Lgs, 18 agosto 2000, n. 269, Art. 29 "Comunità isolane o di arcipelago")